# 東武和泉站
東武和泉站（日语：／ Tōbu-izumi eki */?）是一個位於栃木縣足利市福居町，屬於東武鐵道伊勢崎線的鐵路車站。車站編號是TI 14。

## 歷史
- 1935年（昭和10年）9月20日：開業。
- 1973年（昭和48年）9月1日：車站無人化（開始簡易委託）。
- 2012年（平成24年）3月17日：導入車站編號。

## 車站結構
本站是伊勢崎線唯一一座採用側式月台1面1線的地面車站。出入口、月台位於線路東側，有天橋通往線路西側。2004年（平成16年）舊站房拆除，改建為預鑄小屋。
雖是無人車站，但白天時段有時也有站員派駐。出入口設有PASMO等IC卡簡易驗票機以及乘車站證明書發行機。
廁所設於站房旁。

### 月台配置
| 月台 | 路線     | 方向 | 目的地                                                  |
| ---- | -------- | ---- | ------------------------------------------------------- |
| 1    | 伊勢崎線 | 下行 | 足利市、太田方向                                        |
| 1    | 伊勢崎線 | 上行 | 館林、久喜、 東武晴空塔線 北千住、 東京晴空塔、淺草方向 |

## 使用情況
2018年度1日平均上下車人次為1,062人。近年的1日平均上下車人次的推移如下表｡
| 年度               | 1日平均上下車人次 |
| ------------------ | ----------------- |
| 2000年（平成12年） | 868               |
| 2001年（平成13年） | 701               |
| 2002年（平成14年） | 608               |
| 2003年（平成15年） | 593               |
| 2004年（平成16年） | 770               |
| 2005年（平成17年） | 760               |
| 2006年（平成18年） | 780               |
| 2007年（平成19年） | 677               |
| 2008年（平成20年） | 684               |
| 2009年（平成21年） | 694               |
| 2010年（平成22年） | 781               |
| 2011年（平成23年） | 856               |
| 2012年（平成24年） | 892               |
| 2013年（平成25年） | 938               |
| 2014年（平成26年） | 926               |
| 2015年（平成27年） | 990               |
| 2016年（平成28年） | 1,048             |
| 2017年（平成29年） | 1,061             |
| 2018年（平成30年） | 1,062             |

## 車站周邊
- 足利大學附屬高等學校（日语：足利大学附属高等学校）
- 足利朝倉郵便局
- Com1st購物中心（日语：コムファーストショッピングセンター）
  - APiTA足利店
- 山田電機足利店
- 野島電器（日语：コジマ）NEW足利店
- YORK TOWN足利
  - YORK BENIMARU（日语：ヨークベニマル）足利店
- 足利健康園

## 相鄰車站
東武鐵道
 伊勢崎線
■區間急行、■區間準急（平日只有1班上行列車）、■普通
福居（TI 13）－東武和泉（TI 14）－足利市（TI 15）

## 外部連結
- 東武和泉（車站資訊） - 東武鐵道